# Lesego Rampolokeng
Lesego Rampolokeng, né le 7 juillet 1965 à Soweto en Afrique du sud, est un écrivain, dramaturge et poète de spectacle vivant sud-africain.

## Principales œuvres

### Poésie
- Cors pour Hondo, COSAW, 1990
- Pluie parlante, COSAW, 1993
- Rap Master Supreme - Word Bomber in the Extreme, 1997
- End Beginnings, (Anglais-Allemand), Marino, 1998
- Blue V's, (anglais-allemand, avec CD), Édition Solitude, 1998
- The Bavino Sermons, Poésie Gecko, 1999
- The h.a.l.f. ranthology, CD avec divers musiciens, 2002
- The Second Chapter, Pantolea Press, 2003
- Head on fire,  diatribes, notes et poèmes  2001-2011, Deepsouth Publishing, 2012
- History
- A Half Century Thing, Black Ghost Books, 2015

### Pièces
- Fanon's Children
- Bantu Ghost - a stream of (black) unconsciousness

### Albums (avec les Surfeurs du Kalahari)
- Fin des débuts
- Rejex bantou

### Romans
- Blackheart, Pine Slopes Publications, 2004
- Whiteheart, édition Deepsouth, 2005
- Bird-Monk Seding, Deepsouth Publishing, 2017